# Арбузово (селище, Дмитровський міський округ)
Арбу́зово (рос. Арбузово) — селище (колишній присілок) у складі Дмитровського міського округу Московської області, Росія.

## Населення
Населення — 15 осіб (2010; 10 у 2002).
Національний склад (станом на 2002 рік):
- росіяни — 100 %